# James B. Cobb Jr.
James B. Cobb Jr., noto anche come J. R. Cobb (Birmingham, 5 febbraio 1944 – Monticello, 4 maggio 2019), è stato un chitarrista, tastierista e cantante statunitense.

## Carriera
Ha collaborato con molti artisti importanti tra cui Sandy Posey, The Tames e i Santana, ed è conosciuto prevalentemente come fondatore degli Atlanta Rhythm Section nel 1972, band che abbandonò nel 1986. Di questo gruppo era chitarrista e voce solista.

## Discografia

### Solista
- Don't Tell the Folks in Memphis, 1969
- I Wish You Could Have Known Me When I Still Had A Heart, 1978